# Mops niangarae
Mops niangarae es una especie de murciélago de la familia Molossidae.

## Distribución geográfica
Se encuentra en República Democrática del Congo.